# Rapa Nui (film)
Pour les articles homonymes, voir Rapa Nui.
Pour plus de détails, voir Fiche technique et Distribution.
Rapa Nui est un film américain réalisé par Kevin Reynolds, sorti en 1994 .

## Synopsis
Au XVIIe siècle, deux castes de l'île de Pâques s'affrontent : les « courtes oreilles » et les « longues oreilles » (les Hanau epe). Amis d'enfance, Make et Noro vont s'y disputer l'amour d'une femme, Ramana.

## Fiche technique
Sauf indication contraire, les informations mentionnées dans cette section peuvent être confirmées par la base de données cinématographiques IMDb,  présente dans la section « Liens externes ».
- Titre original et français : Rapa Nui
- Réalisation : Kevin Reynolds
- Scénario : Kevin Reynolds et Tim Rose Price
- Costumes : John Bloomfield
- Photographie : Stephen F. Windon
- Montage : Peter Boyle
- Musique : Stewart Copeland
- Production : Kevin Costner et Jim Wilson
- Sociétés de production : Majestic Films International, Newcomm, RCS et Tig Productions
- Distribution : Warner Bros. (Etats-Unis), AMLF (France)
- Budget : 20 millions de dollars[réf. nécessaire] (estimation)
- Langue : anglais
- Format : Couleur (Panavision) - 2.35:1 - 35 mm
- Genre : mélodrame, action, aventures, romance
- Durée : 107 minutes
- Dates de sortie : 
  - Australie : 14 avril 1994
  - France : 22 juin 1994
  - États-Unis : 9 septembre 1994

## Distribution
- Jason Scott Lee (VF : Philippe Vincent) : Noro
- Esai Morales (VF : Éric Herson-Macarel) : Make
- Lawrence Makoare (VF : Thierry Desroses) : Atta
- Sandrine Holt (VF : Martine Irzenski) : Ramana
- Eru Potaka-Dewes (VF : Robert Liensol) : Ariki-mau
- Anzac Wallace (VF : Jean-Michel Farcy) : Haoa
- George Henare (VF : Med Hondo) : Tupa
- Gordon Hatfield (VF : Renaud Marx) : Riro

## Production

### Genèse et développement
Pour écrire son scénario, Kevin Reynolds s'inspire des travaux du géographe Jared Diamond. Ce dernier abordera notamment l'effondrement de la civilisation de l'Île de Pâques dans son ouvrage de vulgarisation scientifique Effondrement publié en 2005.
Le film n’est pas un documentaire mais une fable écologique et sociale, à vision géonomique montrant, sur une terre limitée, les interactions entre la démographie, l'économie, la religion, les clivages sociaux, la communauté humaine et l’environnement, et les effets domino qui en découlent. L’île et ses habitants symbolisent dans ce film la Terre et l’humanité actuelle, sans refléter la réalité des traditions pascuanes anciennes :
- les habitants ne se sont jamais imaginé être « les derniers hommes sur terre » et savaient parfaitement qu’ils faisaient partie du monde maori aux nombreux archipels puisque leur tradition orale conservait le souvenir de Hotu Matu'a, venu de Hiva ;
- en langue maori, « Rapa-Nui » ne signifie pas « nombril du monde » mais « grande Rapa » (la « petite Rapa » étant située dans les îles Australes) ; Te pito o te fenua, « le nombril de la terre », était simplement le milieu de l’île, espace sacré et neutre pour les palabres et négociations ;
- les « longues oreilles » n’étaient pas « la tribu des aristocrates » mais une classe sociale (en effet privilégiée) de chacun des neuf vai’hu (clans familiaux) de l’île : Aka’hanga, Anakena, Heiki’i, Mahetua, Taha’i, Tepe’u, Tongariki, Va’i Mata et Vinapu ;
- les hopu, représentants de chaque clan, sautaient effectivement à la mer depuis la falaise d’Orongo, près du volcan Rano Kau, et nageaient à l’aide d’une gerbe de roseaux totora jusqu’à l’îlot Motu Nui, mais le film retrace cette tradition comme une violente compétition où l’on doit gagner contre les autres et dont le vainqueur fait du chef de son clan l’ariki nui, alors qu’en réalité, cette dignité héréditaire restait au sein de la lignée Miru, descendant selon la tradition du fils aîné de Hotu Matu'a ; il n’y avait pas de combat et chaque hopu se postait auprès d’un nid de sterne Manutara afin que la volonté du dieu Make-make se manifeste par l’ordre de ponte des œufs : le hopu qui, le premier, voyait pondre la femelle Manutara qu’il avait choisi, ramenait l’œuf à l’ariki nui qui lui accordait pour un an la dignité de Tangata manu (« homme oiseau », arbitre des conflits entre clans, « neutre » et sacré) ; les autres œufs n’étaient pas prélevés.

### Tournage
Le tournage a lieu sur l'île de Pâques et à Shellharbour en Australie.

## Accueil
Le film est un échec au box-office. Avec un budget estimé à 20 millions de dollars, il ne récolte que 305,070 $ sur le sol américain. En France, il attire 326 763 entrées.